# Literaturjahr 1888
Liste der Literaturjahre

1887 | Literaturjahr 1888 | 1889 | ► | ►►

Weitere Ereignisse

## Ereignisse

### Prosa
- 15. März: Unter dem Eindruck des Großen Schneesturm von 1888 verfasst der kubanische Schriftsteller José Martí den Erlebnisbericht Nueva York bajo la nieve (New York unter dem Schnee), der am 27. April in der argentinischen Zeitschrift La Nación veröffentlicht wird.

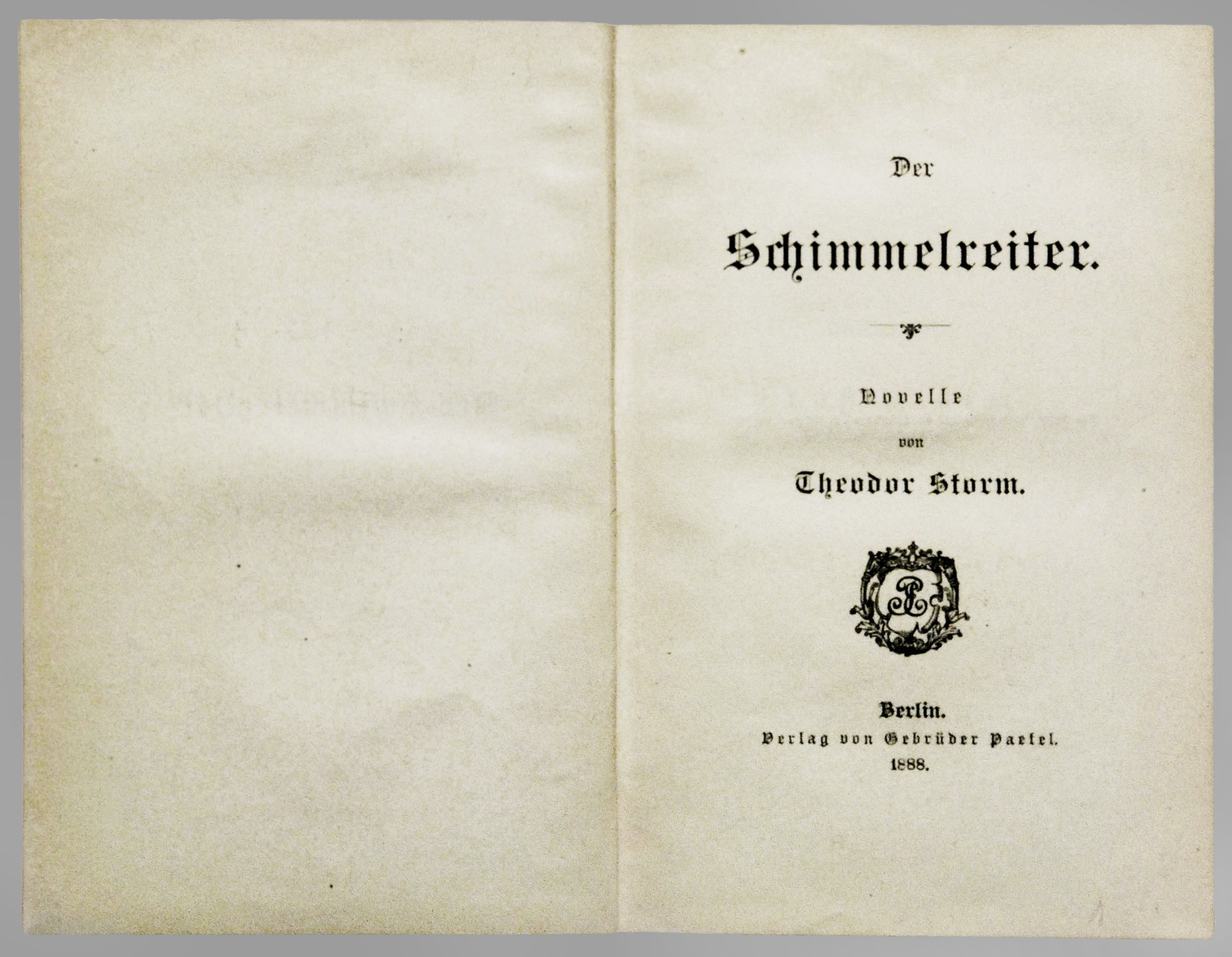
Titelblatt der Erstausgabe 1888

- April: Theodor Storm veröffentlicht drei Monate vor seinem Tod die Novelle Der Schimmelreiter, die er im Februar nach zweijähriger Arbeit fertiggestellt hat.
- Mai: Oscar Wilde veröffentlicht die Märchensammlung The Happy Prince and Other Tales (Der glückliche Prinz und andere Märchen). Wildes Werk mit den Kunstmärchen Der glückliche Prinz, Die Nachtigall und die Rose, Der selbstsüchtige Riese und anderen enthält Illustrationen von Walter Crane.

Titelbild der französischen Originalausgabe mit einer Illustration von Léon Benett

- 18. Juni: Der erste Band des Abenteuerromans Deux ans de vacances (Zwei Jahre Ferien) von Jules Verne erscheint im Hetzel-Verlag. Am 8. November wird der zweite Band veröffentlicht.

- August/September: Die Erzählung Der Pfarrersbub von Peter Rosegger erscheint.

- Theodor Fontanes Roman Irrungen, Wirrungen wird als Buchausgabe im Verlag von F. W. Steffens in Leipzig veröffentlicht.
- Rudyard Kipling veröffentlicht die Erzählung Der Mann, der König sein wollte.
- Die amerikanische Journalistin Nellie Bly veröffentlicht den Reisebericht Six Months in Mexico.
- Die polnische Schriftstellerin Eliza Orzeszkowa veröffentlicht ihren bekanntesten Roman Nad Niemnem (Am Njemen), ein groß angelegtes und psychologisch anspruchsvolles Panorama der polnischen Gesellschaft in der zweiten Hälfte des 19. Jhd.

### Drama
- 28. Oktober: Am Korsch-Theater in Moskau wird der Einakter Der Bär von Anton Tschechow uraufgeführt. Der Dichter selbst nennt sein Stück einen „Scherz“.
- 28. November: Das vom norwegischen Dichter Henrik Ibsen in München verfasste Schauspiel Fruen fra havet (Die Frau vom Meer) erscheint im Verlag Gyldendalske Boghandel in Kopenhagen und Kristiania.
- Der schwedische Dramatiker August Strindberg verfasst die Tragödie Fröken Julie (Fräulein Julie).
- Die Komödie Ohne Liebe von Marie von Ebner-Eschenbach erscheint in Westermanns Illustrierten Monatsheften.

### Reiseliteratur
- Travels in Arabia Deserta von Charles Montagu Doughty

### Periodika

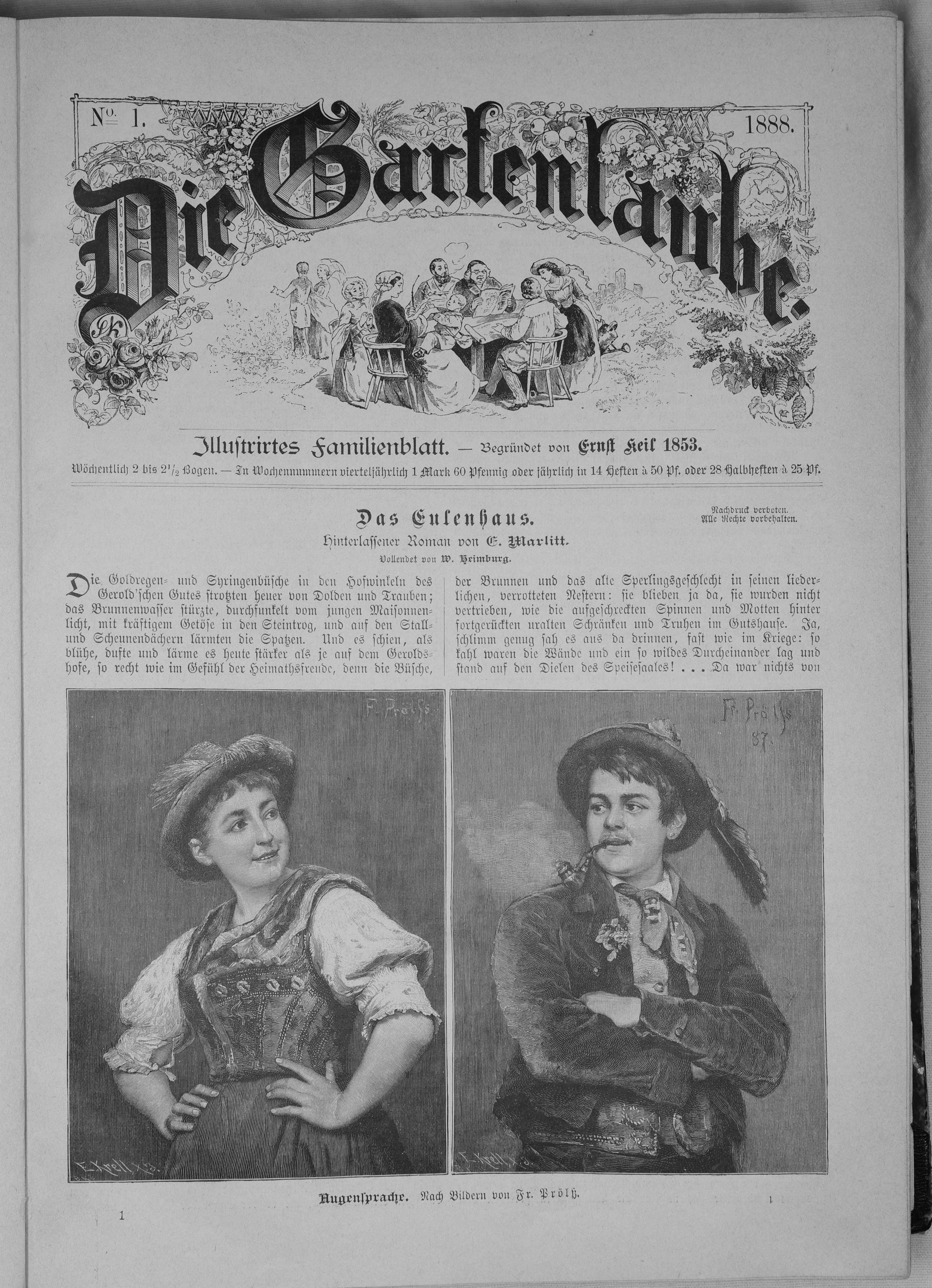
Die Gartenlaube 1888

### Wissenschaftliche Werke

#### Philosophie
- Friedrich Nietzsche macht umfangreiche Aufzeichnungen für sein geplantes Werk Der Wille zur Macht, das er im Sommer jedoch aufgibt.
- 30. September: Nietzsche beendet in Turin die Arbeiten an seiner Schrift Der Antichrist.
- Friedrich Nietzsche verfasst die Werke Götzen-Dämmerung oder Wie man mit dem Hammer philosophiert, Nietzsche contra Wagner und Der Fall Wagner.
- Nietzsche beginnt mit der Arbeit an Ecce Homo und konzipiert im August/September Magnum in parvo: Eine Philosophie im Auszug. In all diesen Spätwerken setzt er das Konzept der Umwertung aller Werte fort.

#### Physik
- 13. Dezember: Heinrich Hertz informiert in seinem Bericht Über Strahlen elektrischer Kraft die Berliner Akademie der Wissenschaften über die Existenz elektromagnetischer Wellen. Seine Entdeckung liefert den entscheidenden Impuls für die Entwicklungen in Richtung drahtloser Telegrafie und Rundfunk.

### Religion
- 24. Juni: Papst Leo XIII. rät über die Bischöfe in der Enzyklika Saepe nos den Iren zu Gehorsam, Gerechtigkeit und legalem Vorgehen in Irlands Umwälzungszeiten.
- 10. Dezember: In der Enzyklika Quam aerumnosa sorgt sich Papst Leo XIII. um die italienischen Immigranten in Amerika. Priestermangel und Sprachprobleme könnten Rückwirkungen auf das Geben der Sakramente haben. Entsandte Geistliche aus Italien sollen dem Engpass abhelfen.

## Geboren

### Erstes Halbjahr
- 01. Januar: Eduard Bass, tschechischer Schriftsteller und Schauspieler († 1946)
- 20. Januar: Tryggve Gran, norwegischer Pilot, Entdecker und Autor († 1980)
- 24. Januar: Vicki Baum, österreichische Harfenistin und Schriftstellerin († 1960)
- 10. Februar: Giuseppe Ungaretti, italienischer Schriftsteller († 1970)
- 17. Februar: Hans Blüher, deutscher Schriftsteller und Philosoph († 1955)
- 20. Februar: Georges Bernanos, französischer Schriftsteller († 1948)
- 26. Februar: Maria Grengg, österreichische Erzählerin und Malerin († 1963)
- 29. Februar: Herbert Ihering, deutscher Theaterkritiker († 1977)

- 05. März: Ramón Otero Pedrayo, spanisch-galicischer Schriftsteller († 1976)
- 05. März: Friedrich Schnack, deutscher Dichter († 1977)
- 13. März: Anton Makarenko, sowjetischer Pädagoge und Schriftsteller († 1939)
- 16. März: Lenka von Koerber, deutsche Journalistin († 1958)
- 20. März: Siegfried von Vegesack, deutscher Schriftsteller († 1974)
- 21. März: Franz Koch, deutsch-österreichischer Germanist und Literaturhistoriker († 1969)

- 02. April: Marietta Schaginjan, sowjetische Schriftstellerin († 1982)
- 06. April: Dan Andersson, schwedischer Arbeiterdichter und Lyriker († 1920)
- 09. April: Anatoli Winogradow, sowjetisch-russischer Schriftsteller († 1946)
- 18. April: Arnold Lunn, britischer Skipionier, Bergsteiger und Schriftsteller († 1974)

- 01. Mai: Jan Morávek, tschechischer Schriftsteller und Journalist († 1958)
- 12. Mai: Egmont Colerus, österreichischer Schriftsteller († 1939)
- 24. Mai: Walter Hösterey (auch Walter Hammer), deutscher Verleger,  Publizist und Autor († 1966)

- 02. Juni: Hans Karl Breslauer, österreichischer Filmregisseur und Schriftsteller († 1965)
- 05. Juni: Max Picard, Schweizer Arzt und Schriftsteller († 1965)
- 10. Juni: Leo Weismantel, deutscher Schriftsteller († 1964)
- 13. Juni: Fernando Pessoa, portugiesischer Dichter und Schriftsteller († 1935)
- 14. Juni: Jacques de Lacretelle, französischer Schriftsteller († 1985)
- 18. Juni: Walter von Sanden-Guja, deutscher Schriftsteller, Naturforscher und Dichter († 1972)
- 22. Juni: Alan Seeger, US-amerikanischer Poet († 1916)
- 25. Juni: Tami Oelfken, deutsche Schriftstellerin und Reformpädagogin († 1957)
- 28. Juni: Alfons von Czibulka, österreichischer Schriftsteller und Maler († 1969)

### Zweites Halbjahr
- 03. Juli: Ramón Gómez de la Serna, spanischer Schriftsteller († 1963)
- 14. Juli: Satomi Ton, japanischer Schriftsteller († 1983)
- 17. Juli: Milán Füst, ungarischer Schriftsteller († 1967)
- 23. Juli: Raymond Chandler, US-amerikanischer Krimi-Schriftsteller († 1959)
- 26. Juli: Marcel Jouhandeau, französischer Schriftsteller († 1979)
- 06. August: Nagayo Yoshirō, japanischer Schriftsteller († 1961)

- 03. September: Hans Friedrich Blunck, deutscher Jurist und Schriftsteller († 1961)
- 16. September: Til Brugman, niederländische Schriftstellerin († 1958)
- 16. September: Frans Eemil Sillanpää, finnischer Schriftsteller († 1964)
- 18. September: Grey Owl, britischer Schriftsteller († 1938)
- 26. September: T. S. Eliot, US-amerikanischer Lyriker, Dramatiker und Essayist, Literaturnobelpreisträger († 1965)

- 05. Oktober: Oskar Kanehl, deutscher Schriftsteller und Herausgeber († 1929)
- 14. Oktober: Katherine Mansfield, neuseeländisch-britische Schriftstellerin († 1923)
- 15. Oktober: Willard Huntington Wright, US-amerikanischer Schriftsteller und Kunstkritiker († 1939)
- 16. Oktober: Eugene O’Neill, US-amerikanischer Dramatiker und Literaturnobelpreisträger († 1953)
- 21. Oktober: Richard Katz, deutsch-böhmischer Journalist und Reiseschriftsteller († 1968)
- 30. Oktober: Marie Ulfers, deutsche Schriftstellerin († 1960)

- 17. November: Curt Goetz, deutscher Schriftsteller und Schauspieler († 1960)
- 24. November: Dale Carnegie, US-amerikanischer Schriftsteller und Persönlichkeitstrainer († 1955)
- 26. November: Franz Jung, deutscher Schriftsteller, Ökonom und Politiker († 1963)

- 23. Dezember: Friedrich Wolf, deutscher Arzt, Schriftsteller und Dramatiker († 1953)
- 25. Dezember: Leivick Halpern, jiddischsprachiger Dichter († 1962)
- 27. Dezember: Thea von Harbou, deutsche Schauspielerin und Autorin († 1954)

## Gestorben

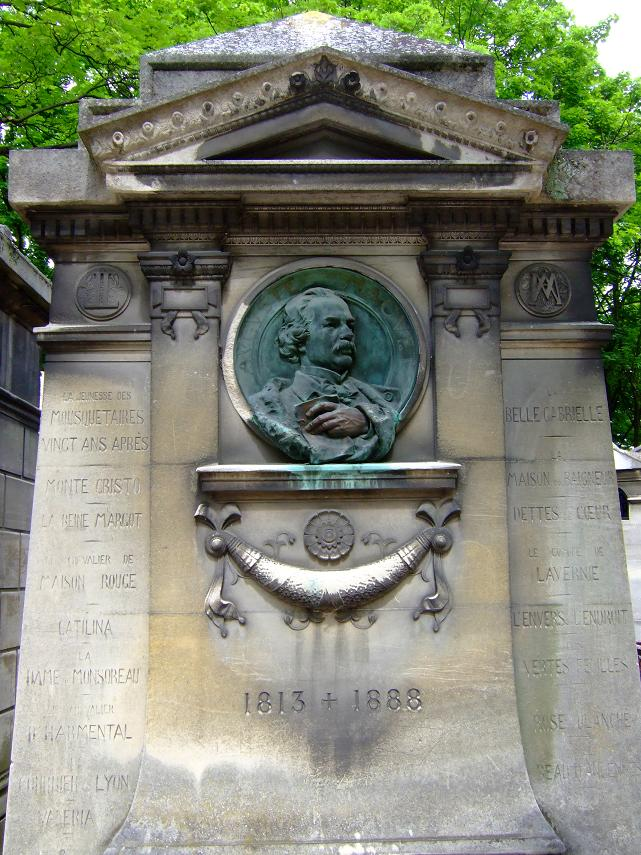
Das Grab von Auguste Maquet auf dem Friedhof Père-Lachaise in Paris

- 08. Januar: Auguste Maquet, französischer Schriftsteller (* 1813)
- 21. Januar: Adolph Douai, deutsch-US-amerikanischer Journalist, Verleger und Pädagoge (* 1819)
- 22. Januar: Eugène Marin Labiche, französischer Lustspieldichter (* 1815)

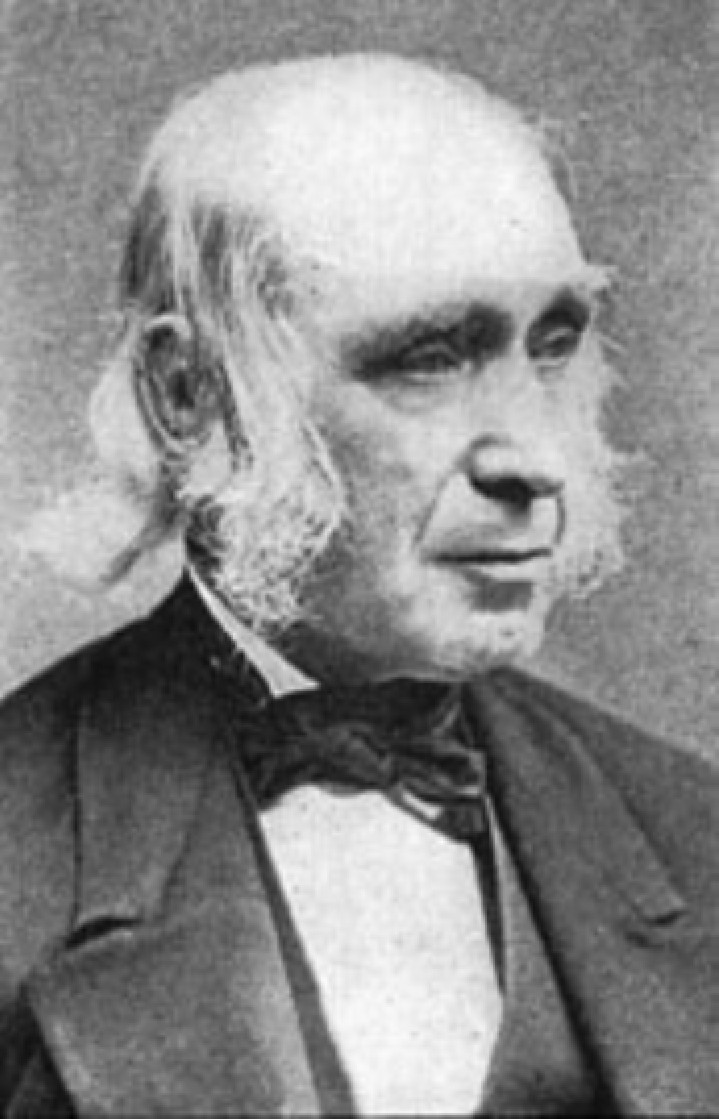
Amos Bronson Alcott

- 04. März: Amos Bronson Alcott, US-amerikanischer Schriftsteller und Pädagoge (* 1799)
- 05. März: Franz von Sonnenfeld, Schweizer Schriftsteller (* 1821)
- 06. März: Louisa May Alcott, US-amerikanische Schriftstellerin (* 1832)
- 16. März: Ludwig Steub, deutscher Schriftsteller (* 1812)
- 18. März: Charles Monselet, französischer Schriftsteller, Journalist, Lyriker und Librettist (* 1825)
- 25. März: Désiré Nisard, französischer Literaturhistoriker (* 1806)

- 15. April: Matthew Arnold, britischer Dichter und Kulturkritiker (* 1822)
- 22. April: Ferdinand Gustav Kühne, deutscher Schriftsteller und Literaturkritiker (* 1806)

- 01. Juni: Anton Sommer, deutscher (Thüringer) Mundartdichter (* 1816)
- 21. Juni: Victoria Benedictsson, schwedische Schriftstellerin (* 1850)

- 04. Juli: Theodor Storm, deutscher Schriftsteller (* 1817)
- 09. August: Charles Cros, französischer Dichter und Erfinder (* 1842)

- 18. November: Nikolaus Delius, deutscher Anglist und Shakespeare-Forscher (* 1813)
- 25. November: Wilhelm Mohr, deutscher Journalist (* 1838)